# کنت استوارت
کنت استوارت (انگلیسی: Kenneth Stuart؛ ۹ سپتامبر ۱۸۹۱ – ۳ نوامبر ۱۹۴۵) فرد نظامی اهل کانادا بود. وی همچنین برندهٔ جوایزی همچون نشان حمام شده‌است.